# 栗ノ木峠

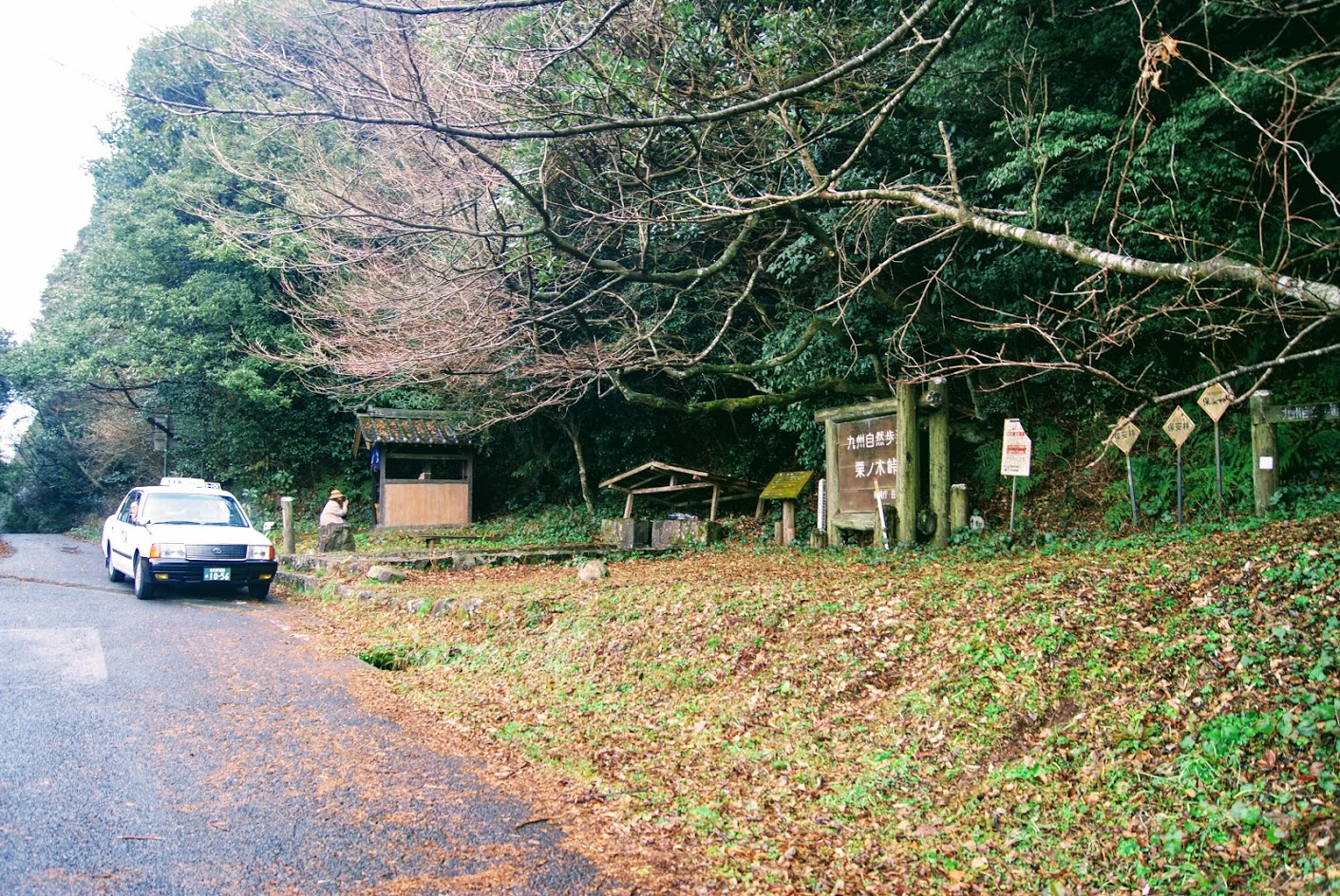
長崎県佐世保市にある栗ノ木峠の頂上付近。湧水を汲む施設がある。

栗ノ木峠（くりのきとうげ）は、佐賀県西松浦郡有田町と長崎県佐世保市にまたがる峠である。国道498号の旧道が通っている。県境の峠の頂上から長崎県側に少し進んだ地点から長崎県道54号栗木吉井線（旧道）が分岐している。

## 概要
1977年に国道498号（当時は佐賀・長崎県道佐世保伊万里線）のバイパスとして国見トンネルが完成した後は、有料区間の国見道路の抜け道としての通行が多かった。峠の両側の区間は道幅が狭く、特に長崎県側は急カーブや急勾配の多い「酷道」として知られている（長崎県道54号栗木吉井線を通って旧世知原町方面へ行く方が少し道幅の広い区間が多く、比較的通りやすい）。また峠の頂上には湧水があり、「国見の名水」としても知られる。
2007年11月30日に国見道路の無料開放に伴って佐賀県側の国道区間が閉鎖（廃道）されたため、現在は長崎県側からしか行くことはできない。冬場は路面凍結や積雪のため通行止になることが多く、注意が必要である。